# 2025-ös Formula Regionális Közel-Kelet-bajnokság
A 2025-ös Formula Regionális Közel-Kelet-bajnokság a széria harmadik idénye volt. Ez a konstrukció megfelel a Nemzetközi Automobil Szövetség (FIA) Formula–3-as géposztály előírásainak.

## Csapatok és versenyzők
Az összes résztvevő Tatuus F3 T-318-as modelljével és az Alfa Romeo 1,8 literes motorjával teljesítette a kiírást, amelyek Giti Tire abroncsokon futottak.
| Csapat                        | Rajtszám | Versenyző             | Kategória | Forduló | Akadémia        |
| ----------------------------- | -------- | --------------------- | --------- | ------- | --------------- |
| R-ace GP                      | 1        | Enzo Deligny          |           | Összes  |                 |
| R-ace GP                      | 2        | Nakamura Jin          |           | Összes  | Toyota          |
| R-ace GP                      | 3        | Akshay Bohra          | Ú         | Összes  |                 |
| R-ace GP                      | 7        | Ugo Ugochukwu         |           | Összes  | McLaren         |
| Saintéloc Racing              | 4        | Théophile Naël        |           | 1–3     |                 |
| Saintéloc Racing              | 10       | Lorenzo Castillo      | Ú         | 1–2     |                 |
| Saintéloc Racing              | 10       | Nyikita Bedrin        |           | 4–5     |                 |
| Saintéloc Racing              | 26       | Jakob Bergmeister     | Ú         | 3       |                 |
| Saintéloc Racing              | 96       | Jaroszlav Veszelaho   |           | Összes  |                 |
| Evans GP                      | 5        | Aaron Cameron         |           | Összes  |                 |
| Evans GP                      | 8        | Matteo de Palo        |           | 4–5     |                 |
| Evans GP                      | 11       | Alex Sawer            |           | 3–4     |                 |
| Evans GP                      | 88       | Kai Daryanani         | Ú         | Összes  |                 |
| Mumbai Falcons Racing Limited | 4        | Reza Seewooruthun     | Ú         | 5       |                 |
| Mumbai Falcons Racing Limited | 8        | Reza Seewooruthun     | Ú         | 1–2     |                 |
| Mumbai Falcons Racing Limited | 14       | Rasíd Al-Dháheri      | Ú         | Összes  |                 |
| Mumbai Falcons Racing Limited | 27       | Freddie Slater        | Ú         | Összes  |                 |
| Mumbai Falcons Racing Limited | 28       | Doriane Pin           |           | 3–4     | Mercedes        |
| Mumbai Falcons Racing Limited | 45       | Jack Beeton           | Ú         | Összes  |                 |
| PHM Racing                    | 9        | Everett Stack         | Ú         | Összes  |                 |
| PHM Racing                    | 12       | Brando Badoer         |           | Összes  | McLaren         |
| AKCEL GP / PHM Racing         | 15       | Aditya Kulkarni       | Ú         | 1–4     |                 |
| AKCEL GP / PHM Racing         | 50       | Jaden Pariat          | Ú         | 1–2     |                 |
| AKCEL GP / PHM Racing         | 50       | James Hedley          |           | 3–4     |                 |
| ART Grand Prix                | 19       | Kanato Le             |           | Összes  |                 |
| ART Grand Prix                | 89       | Kató Taitó            | Ú         | Összes  | Honda           |
| ART Grand Prix                | 95       | Evan Giltaire         |           | Összes  |                 |
| Origine Motorsport            | 22       | Vang Csungvej         |           | Összes  |                 |
| Origine Motorsport            | 29       | Gao Yujia             |           | 5       |                 |
| Origine Motorsport            | 66       | Liu Zsuj-csi          |           | 1–4     |                 |
| Pinnacle Motorsport           | 6        | Jamakosi Hijú         | Ú         | 3–5     |                 |
| Pinnacle Motorsport           | 24       | Ernesto Rivera        | Ú         | Összes  | Red Bull Racing |
| Pinnacle Motorsport           | 33       | Jesse Carrasquedo Jr. |           | 1–2, 5  |                 |
| Pinnacle Motorsport           | 56       | Jüanpu Cuj            | Ú         | 3–4     | Mercedes        |
| Pinnacle Motorsport           | 69       | Finley Green          |           | Összes  |                 |
| Pinnacle Motorsport           | 99       | Giovanni Maschio      |           | 1–2     |                 |

| Ikon | Versenyző |
| ---- | --------- |
| Ú    | Újonc     |

## Versenynaptár
2024. szeptember 6-án jelentették be hivatalosan a 2025-ös naptárt. A Kuwait Motor Town egy év kihagyás után visszatér a naptárba. A Formula–4 Közel-Kelet-bajnoksággal együtt fut a széria. Az utolsó forduló a Szaúd-Arábiában található Jeddah Street Circuit lett volna, de módosítás miatt a Losail International Circuit helyettesítette, ami Katarban található. Az első két forduló eredetileg a Kuwait Motor Town lett volna, de később ezt is felváltotta a Yas Marina Circuit.
| Verseny | Verseny | Pálya                                                      | Dátum          |
| ------- | ------- | ---------------------------------------------------------- | -------------- |
| 1       | V1      | Yas Marina Circuit, Yas Island (Grand Prix Circuit)        | Január 18.     |
| 1       | V2      | Yas Marina Circuit, Yas Island (Grand Prix Circuit)        | Január 19.     |
| 1       | V3      | Yas Marina Circuit, Yas Island (Grand Prix Circuit)        | Január 19.     |
| 2       | V4      | Yas Marina Circuit, Yas Island (Corkscrew Circuit)         | Január 22.     |
| 2       | V5      | Yas Marina Circuit, Yas Island (Corkscrew Circuit)         | Január 23.     |
| 2       | V6      | Yas Marina Circuit, Yas Island (Corkscrew Circuit)         | Január 23.     |
| 3       | V7      | Dubai Autodrome, Dubai Motor City (Grand Prix Circuit)     | Február 7–9.   |
| 3       | V8      | Dubai Autodrome, Dubai Motor City (Grand Prix Circuit)     | Február 7–9.   |
| 3       | V9      | Dubai Autodrome, Dubai Motor City (Grand Prix Circuit)     | Február 7–9.   |
| 4       | V10     | Yas Marina Circuit, Yas Island (Grand Prix Circuit)        | Február 14–16. |
| 4       | V11     | Yas Marina Circuit, Yas Island (Grand Prix Circuit)        | Február 14–16. |
| 4       | V12     | Yas Marina Circuit, Yas Island (Grand Prix Circuit)        | Február 14–16. |
| 5       | V13     | Losail International Circuit, Loszaíl (Grand Prix Circuit) | Február 26–28. |
| 5       | V14     | Losail International Circuit, Loszaíl (Grand Prix Circuit) | Február 26–28. |
| 5       | V15     | Losail International Circuit, Loszaíl (Grand Prix Circuit) | Február 26–28. |

## Eredmények

### Összefoglaló
| Verseny | Verseny | Helyszín                     | Pole-pozíció   | Leggyorsabb kör | Győztes        | Győztes                       | Listavezető    | Előny |
| Verseny | Verseny | Helyszín                     | Pole-pozíció   | Leggyorsabb kör | Versenyző      | Csapat                        | Listavezető    | Előny |
| ------- | ------- | ---------------------------- | -------------- | --------------- | -------------- | ----------------------------- | -------------- | ----- |
| 1       | V1      | Yas Marina Circuit           | Freddie Slater | Freddie Slater  | Freddie Slater | Mumbai Falcons Racing Limited | Freddie Slater | 26    |
| 1       | V2      | Yas Marina Circuit           |                | Kanato Le       | Kanato Le      | ART Grand Prix                | Freddie Slater | 26    |
| 1       | V3      | Yas Marina Circuit           | Freddie Slater | Freddie Slater  | Freddie Slater | Mumbai Falcons Racing Limited | Freddie Slater | 26    |
| 2       | V4      | Yas Marina Circuit           | Freddie Slater | Freddie Slater  | Evan Giltaire  | ART Grand Prix                | Evan Giltaire  | 12    |
| 2       | V5      | Yas Marina Circuit           |                | Théophile Naël  | Brando Badoer  | PHM Racing                    | Evan Giltaire  | 12    |
| 2       | V6      | Yas Marina Circuit           | Evan Giltaire  | Evan Giltaire   | Evan Giltaire  | ART Grand Prix                | Evan Giltaire  | 12    |
| 3       | V7      | Dubai Autodrome              | Evan Giltaire  | Ugo Ugochukwu   | Ugo Ugochukwu  | R-ace GP                      | Evan Giltaire  | 39    |
| 3       | V8      | Dubai Autodrome              |                | Enzo Deligny    | Nakamura Jin   | R-ace GP                      | Evan Giltaire  | 39    |
| 3       | V9      | Dubai Autodrome              | Evan Giltaire  | Evan Giltaire   | Evan Giltaire  | ART Grand Prix                | Evan Giltaire  | 39    |
| 4       | V10     | Yas Marina Circuit           | Evan Giltaire  | Ugo Ugochukwu   | Freddie Slater | Mumbai Falcons Racing Limited | Evan Giltaire  | 17    |
| 4       | V11     | Yas Marina Circuit           |                | Akshay Bohra    | Akshay Bohra   | R-ace GP                      | Evan Giltaire  | 17    |
| 4       | V12     | Yas Marina Circuit           | Freddie Slater | Freddie Slater  | Freddie Slater | Mumbai Falcons Racing Limited | Evan Giltaire  | 17    |
| 5       | V13     | Losail International Circuit | Evan Giltaire  | Nyikita Bedrin  | Nyikita Bedrin | Saintéloc Racing              | Evan Giltaire  | 36    |
| 5       | V14     | Losail International Circuit |                | Enzo Deligny    | Enzo Deligny   | R-ace GP                      | Evan Giltaire  | 36    |
| 5       | V15     | Losail International Circuit | Ugo Ugochukwu  | Nyikita Bedrin  | Jack Beeton    | Mumbai Falcons Racing Limited | Evan Giltaire  | 36    |

### Pontrendszer
A bajnokság pontozási rendszerét 2025-ben átalakították. Az első tizenkettő helyen végző versenyző szerez pontot, valamint a pole pozícióért is jár két egység.
| Helyezés | 1. | 2. | 3. | 4. | 5. | 6. | 7. | 8. | 9. | 10. | 11. | 12. | Pole |
| Pont     | 30 | 22 | 18 | 15 | 12 | 10 | 8  | 6  | 4  | 3   | 2   | 1   | 2    |

### Versenyzők
| Helyezés | Versenyző             | YMC1 | YMC1 | YMC1 | YMC2 | YMC2 | YMC2 | DUB1 | DUB1 | DUB1 | YMC3 | YMC3 | YMC3 | LUS | LUS | LUS | Pont |
| -------- | --------------------- | ---- | ---- | ---- | ---- | ---- | ---- | ---- | ---- | ---- | ---- | ---- | ---- | --- | --- | --- | ---- |
| 1        | Evan Giltaire         | 3    | 7    | 2    | 1    | Ni   | 1    | 3    | 4    | 1    | 3    | 7    | 2    | 6   | 4   | 6   | 264  |
| 2        | Freddie Slater        | 1    | 6    | 1    | 5    | 6    | Ki   | 7    | 2    | 6    | 1    | 6    | 1    | 12  | 11  | 4   | 228  |
| 3        | Ugo Ugochukwu         | 10   | 4    | Ki   | 7    | 4    | 19†  | 1    | 5    | 2    | 2    | 8    | 3    | 2   | 7   | 2   | 205  |
| 4        | Brando Badoer         | 4    | 5    | 6    | 10   | 1    | 2    | 2    | 9    | 7    | 6    | 3    | 14   | 14  | 13  | 11  | 156  |
| 5        | Enzo Deligny          | 7    | 3    | 10   | 12   | 11   | 3    | 8    | 8    | 4    | 7    | 11   | 4    | 4   | 1   | 16  | 147  |
| 6        | Rasíd Al-Dháheri      | 2    | 8    | 16   | 2    | 5    | 9    | 5    | 3    | 5    | 5    | 14   | 23†  | 8   | 5   | 8   | 144  |
| 7        | Théophile Naël        | 8    | 2    | 4    | 9    | 2    | 4    | 4    | 7    | 3    |      |      |      |     |     |     | 125  |
| 8        | Kanato Le             | 9    | 1    | 13   | 14   | 9    | 7    | 6    | 10   | Ki   | 4    | 4    | 15   | 5   | 8   | 5   | 119  |
| 9        | Ernesto Rivera        | 5    | 13   | 5    | 17   | 12   | 5    | 25†  | 22   | 9    | 8    | 5    | 7    | 9   | 2   | 7   | 101  |
| 10       | Nakamura Jin          | 12   | 9    | 8    | 6    | 8    | 8    | 10   | 1    | 12   | 14   | 10   | 10   | 3   | 21  | 10  | 94   |
| 11       | Nyikita Bedrin        |      |      |      |      |      |      |      |      |      | 9    | 2    | Ki   | 1   | 3   | 3   | 92   |
| 12       | Kató Taitó            | 6    | 14   | 7    | 3    | 22   | 18   | 9    | 12   | 10   | 11   | 12   | 6    | 7   | 6   | 13  | 75   |
| 13       | Jack Beeton           | 17   | Ki   | 14   | 8    | 3    | 14   | 12   | 11   | 22   | 13   | Ki   | 8    | 11  | Ki  | 1   | 65   |
| 14       | Akshay Bohra          | 15   | Ki   | Ki   | 16   | 14   | 10   | 11   | 6    | 18   | 10   | 1    | 22   | 13  | 14  | 17  | 48   |
| 15       | Jesse Carrasquedo Jr. | 11   | 10   | 3    | 4    | 10   | 17   |      |      |      |      |      |      | 21  | 16  | 14  | 41   |
| 16       | Jamakosi Hijú         |      |      |      |      |      |      | 26†  | 19   | 8    | 17   | 9    | 5    | 10  | 22† | 9   | 29   |
| 17       | Reza Seewooruthun     | Ki   | 12   | 9    | 11   | 7    | 6    |      |      |      |      |      |      | 15  | 10  | 15  | 28   |
| 18       | Aaron Cameron         | 13   | 11   | 12   | 18   | Ni   | Ki   | 24   | 20   | Ki   | 12   | 19   | 9    | Vi  | Vi  | Vi  | 8    |
| 19       | Matteo de Palo        |      |      |      |      |      |      |      |      |      | Ki   | 16   | 24†  | Ki  | 9   | 19  | 4    |
| 20       | Liu Zsuj-csi          | 14   | 22†  | 19   | 13   | 17   | 11   | 13   | 13   | 11   | 19   | 13   | 20   |     |     |     | 4    |
| 21       | Aditya Kulkarni       | 21   | 17   | 11   | 24   | 23†  | 15   | 17   | 15   | 15   | 18   | Ki   | 11   |     |     |     | 4    |
| 22       | Kai Daryanani         | 25†  | 18   | 18   | 15   | 13   | 13   | 21   | 14   | 14   | Ki   | 17   | 12   | 16  | 15  | 12  | 2    |
| 23       | Giovanni Maschio      | 19   | Ki   | 15   | 21   | 15   | 12   |      |      |      |      |      |      |     |     |     | 1    |
| 24       | Alex Sawer            |      |      |      |      |      |      | 20   | 26   | 20   | 21   | 18   | Ki   | 18  | 12  | 21  | 1    |
| 25       | James Hedley          |      |      |      |      |      |      | 18   | 16   | 13   | 15   | Ki   | 13   |     |     |     | 0    |
| 26       | Jaroszlav Veszelaho   | 20   | 19   | 17   | 23   | 16   | Ki   | 14   | 17   | 16   | 20   | 21   | 17   | 19  | 17  | 23  | 0    |
| 27       | Everett Stack         | 18   | 15   | Ki   | Ki   | 19   | 16   | Ki   | 25   | 19   | 16   | 15   | Ki   | Ki  | Ki  | 20  | 0    |
| 28       | Jüanpu Cuj            |      |      |      |      |      |      | 15   | 21   | 17   | 24†  | 21   | 21   |     |     |     | 0    |
| 29       | Doriane Pin           |      |      |      |      |      |      | 16   | 18   | Ki   | 23   | 20   | 16   |     |     |     | 0    |
| 30       | Jaden Pariat          | 23   | 16   | 22   | 19   | 20   | Ki   |      |      |      |      |      |      |     |     |     | 0    |
| 31       | Lorenzo Castillo      | 16   | 20   | 21   | 20   | Ki   | Ki   |      |      |      |      |      |      |     |     |     | 0    |
| 32       | Gao Yujia             |      |      |      |      |      |      |      |      |      |      |      |      | 17  | 18  | 18  | 0    |
| 33       | Finley Green          | 24   | Ki   | 20   | 22   | 18   | Ki   | 19   | 24   | Ki   | Ki   | 23   | 20   | 20  | 20  | Ki  | 0    |
| 34       | Vang Csungvej         | 22   | 21   | 23   | 25   | 21   | Ki   | 22   | 27   | 21   | 22   | Ki   | 18   | 22† | 19  | 22  | 0    |
| 35       | Jakob Bergmeister     |      |      |      |      |      |      | 23   | 23   | Ki   |      |      |      |     |     |     | 0    |
| Helyezés | Versenyző             | YMC1 | YMC1 | YMC1 | YMC2 | YMC2 | YMC2 | DUB1 | DUB1 | DUB1 | YMC3 | YMC3 | YMC3 | LUS | LUS | LUS | Pont |

| Szín       | Eredmény                                          |
| ---------- | ------------------------------------------------- |
| Arany      | Győztes                                           |
| Ezüst      | 2. helyezett                                      |
| Bronz      | 3. helyezett                                      |
| Zöld       | Pontot szerzett                                   |
| Kék        | Pont nélkül vagy helyezetlenül ért célba (nc, hn) |
| Lila       | Nem ért célba (ret, ki)                           |
| Piros      | Nem kvalifikálta magát (dnq, nk)                  |
| Piros      | Nem előkvalifikálta magát (dnpq, nek)             |
| Fekete     | Diszkvalifikálták (dsq, kiz)                      |
| Szürke     | Eltiltott, más pilóta versenyzett helyette (et)   |
| Fehér      | Nem indult (dns, ni)                              |
| Világoskék | Pénteki tesztpilóta (td, tp)                      |
| Üres       | Visszalépett (vi)                                 |
| Üres       | Nem gyakorolt (dnp, ne)                           |
| Üres       | Beteg vagy sérült volt (inj, bet, sér, EÜ)        |
| Üres       | Kizárt (ex, kiz)                                  |
| Üres       | Nem érkezett meg (dna, nj)                        |
| Üres       | Törölt futam (T)                                  |

| Újonc |

### Csapatok
Egy csapat számára legfeljebb 2 versenyző szerezhetett pontokat, ezeket a fordulók előtt kell megnevezniük.
| Helyezés | Csapat                        | Pont |
| -------- | ----------------------------- | ---- |
| 1        | Mumbai Falcons Racing Limited | 364  |
| 2        | R-ace GP                      | 352  |
| 3        | ART Grand Prix                | 349  |
| 4        | Saintéloc Racing              | 217  |
| 5        | PHM Racing                    | 156  |
| 6        | Pinnacle Motorsport           | 137  |
| 7        | Evans GP                      | 12   |
| 8        | Origine Motorsport            | 4    |
| 9        | AKCEL GP / PHM Racing         | 4    |